# Bulverket (Gotland)

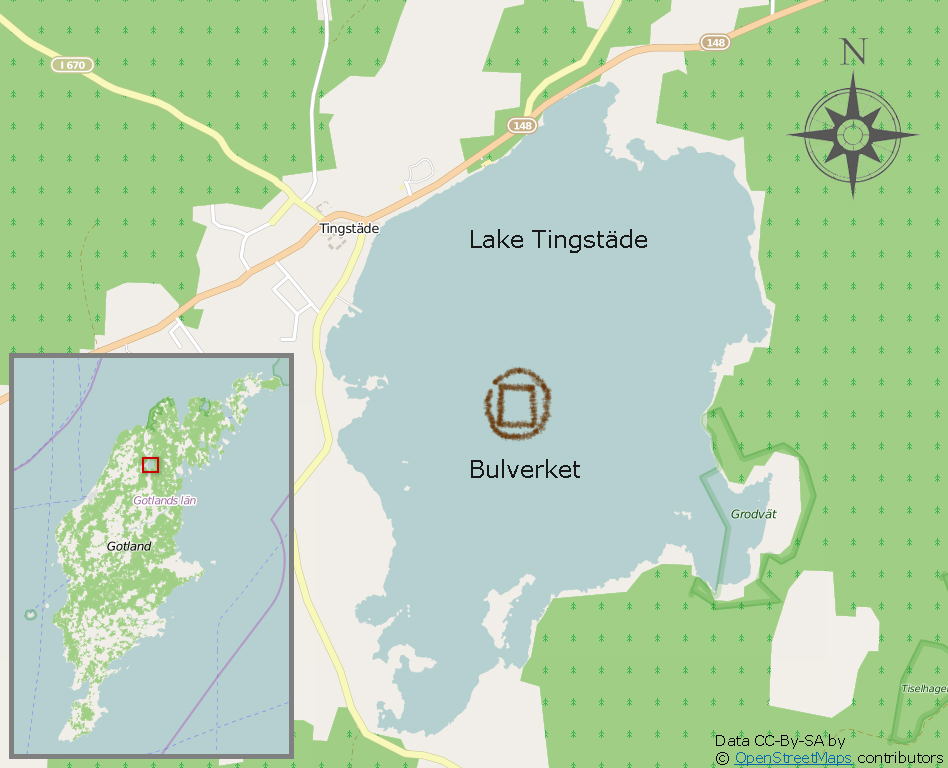
Lage

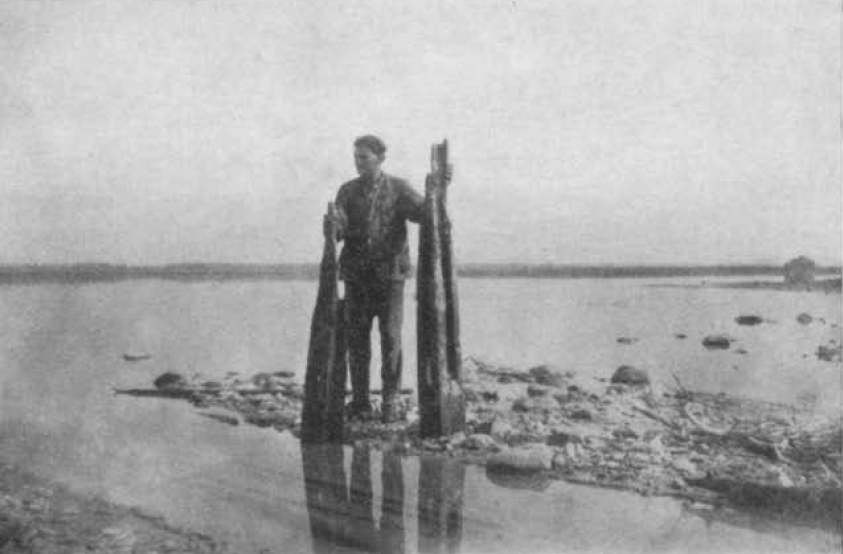
Pfostenbergung 1927

Bulverket bezeichnet die Reste eines großen Bohlenwerks im See Tingstädeträsk auf Gotland. Diese Reste liegen heute in großen Anhäufungen ausgebreitet auf dem Seegrund.
Gemäß den Untersuchungen von 1989 wurde die Festung in den 1130er-Jahren gebaut. Wie ausgegrabene Bodensedimente zeigen, wurde sie nicht lange verwendet, vielleicht nur ein halbes Jahrhundert. Der Name Bulverket kommt von dem mit dem deutschen „Bohle“ verwandten schwedischen Wort „bul“ in der Bedeutung von „Baumstamm“ oder „Balken“, während der zweite Wortteil „verket“ auf etwas Gebautes hindeutet. Es ist auch mit „Bollwerk“ (englisch „bulwark“) verwandt, was eine Art von Verteidigungsanlage ist, ähnlich wie  niederländisch „bolwerk“. Der Zweck des Bauwerks ist unbekannt; möglicherweise war es ein „Ausdruck des Widerstands gegen königliche und bischöfliche Ansprüche“. Weil der See Tingstädeträsk eine natürliche Sedimentation aufweist, wurden die Reste des Bulverket konserviert, so dass die Funde in einem sehr guten Zustand erhalten sind.

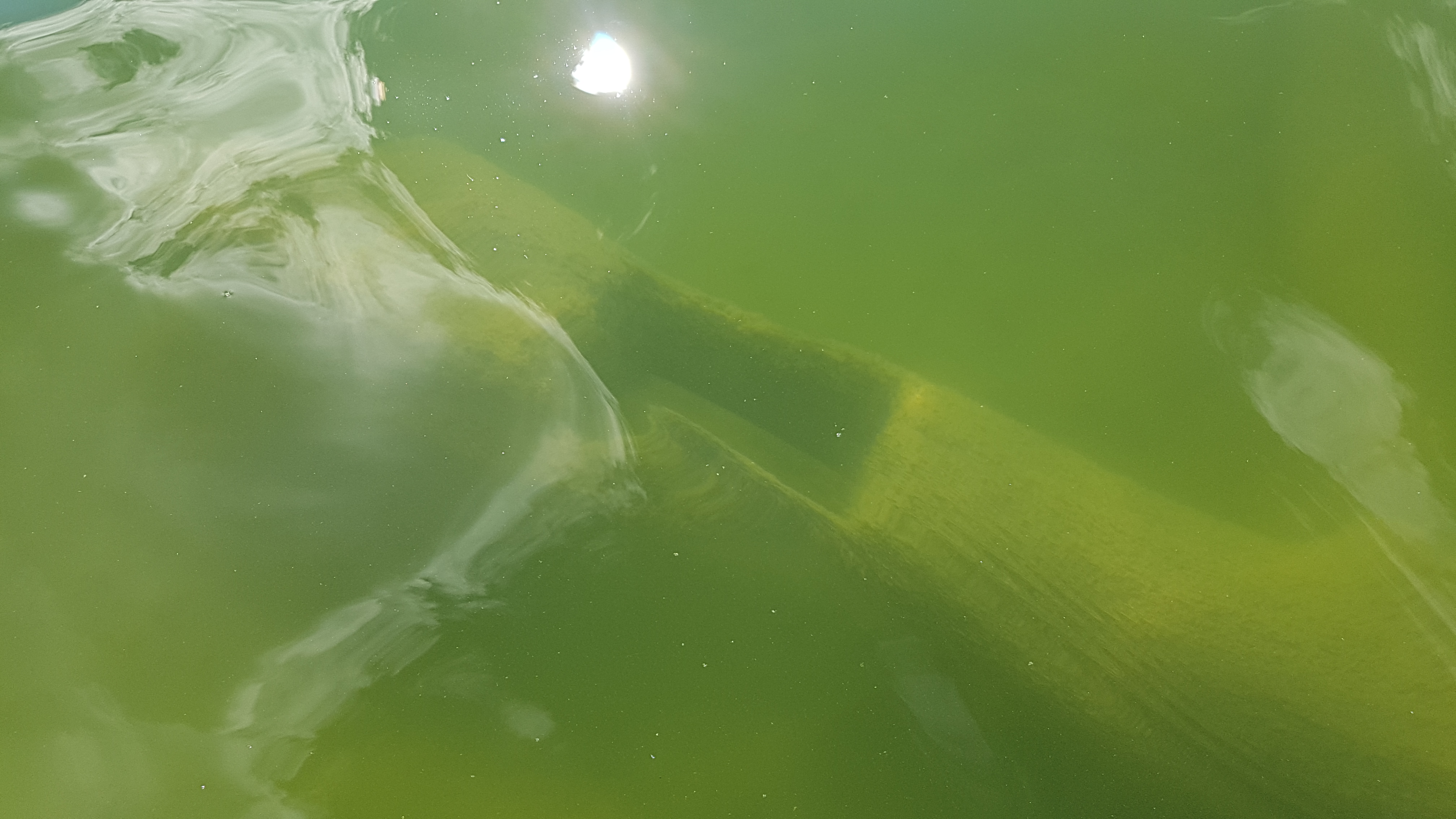
Luftbild des Bulverket

## Konstruktion
Das Bulverk bestand aus vier Reihen von Häusern, die auf einer quadratischen Plattform angeordnet waren; die Seitenlänge betrug 170 Meter. Die Ecken des Vierecks waren nach den vier Himmelsrichtungen orientiert. In der Mitte der Anlage befand sich eine offene, geschützte Wasserfläche mit Stegen, an denen man vermutlich Boote vertauen konnte. Das Bulverk war zur Verteidigung von einem runden Kranz aus Pfählen umgeben, die im Seeboden verankert waren. Teilweise erstreckte sich dieser Ring fast 50 Meter in das Wasser hinaus; er bestand zum größten Teil aus Doppelreihen.
Die Hauptkonstruktion bestand aus Holzkisten.
Es gab sowohl Wohnhäuser als auch Vorratsgebäude, die in verschiedenen Techniken ausgeführt waren: Ständerbohlenbau, Blockhaus und Stabtechnik (wie bei Stabkirchen, schwedisch „stavteknik“ oder schwedisch „stavverk“). Insgesamt bestand die Anlage aus etwa 25.000 Stämmen, zumeist aus Kiefernholz, was etwa einer Waldfläche von 50 Hektar entspricht. Die Anzahl Tagewerke, die der Bau der Anlage erforderte, wird auf etwa 38.000 geschätzt; Untersuchungen deuten auf eine schnelle Bauausführung hin, vielleicht in einem einzigen Jahr, was bedeuten würde, dass rund 100 Mann während dieser Zeit beschäftigt waren. Berücksichtigt man die ganze Organisation rund um die Arbeit und die Tatsache, dass die Bauernhöfe nicht ein ganzes Jahr lang ihre Arbeitskraft für den Bau des Bulverks entbehren konnten, müssen große Teile des nördlichen Gotlands in dem Projekt involviert gewesen sein.

## Entdeckung
Es gilt als wahrscheinlich, dass die lokale Bevölkerung die ganze Zeit über das Bulverk kannte; aber es findet sich keine mündliche Überlieferung über dessen Bau, Zweck oder Schicksal. Die erste schriftliche Erwähnung schreibt man Oscar Montelius im Jahr 1868 zu. Er erwähnt, dass der Naturforscher und Lehrer Lindström im Jahr 1866 Pfähle im Tingstädeträsk entdeckt habe. Aber eine alte lokale Redensweise lautet Det rökte så som när Tingstädeträsk brann. (übersetzt: Es rauchte so, wie als der Tingstädeträsk brannte.) Vielleicht verrät das etwas darüber, wie die Bebauung im See zerstört wurde.

## Untersuchungen

### 1921–1936
Arvid Zetterling, damals Hauptmann beim gotländischen Artillerieregiment, entdeckte das Bulverket im Jahre 1907 beim Angeln auf dem Tingstädeträsk; er war erstaunt über Holzbalken, die er auf dem Seeboden sah. Zetterling führte 1915 eine kleine Untersuchung des Bulverkets durch. Aber erst nach seiner Pensionierung 1918, bei der er zum Major der Reserve ernannt wurde, konnte er mehr Zeit in sein Hobby investieren. Die ernsthaften Untersuchungen begannen 1921, obwohl er zu der Zeit in Hässleholm wohnte. Zetterling ging 1932 vollständig in Pension und konnte sich danach noch mehr dem Bulverk widmen. Während der Jahre 1932–1935 mietete er eine Wohnung in Furubjärs gård in Tingstäde, wo er auch ein Museum über das Bulverk gründete. Dieses schloss jedoch wieder nach seinem Tod.
Zetterling war ein Amateurarchäologe, der mit sehr begrenzten Mitteln arbeitete. Er führte Unterwassergrabungen mit selbst hergestellten Werkzeugen aus; er zeichnete große Teile vom Bulverk mit Hilfe von Papier und Bleistift ab, wobei er auf einem Stuhl etwa von der Art saß, wie ihn Tennis-Schiedsrichter benutzen. Dank guter Kontakte konnte er Luftbilder erhalten, die über dem See aufgenommen worden waren. Zetterling war wahrscheinlich der erste in Schweden, der Luftbilder für archäologische Zwecke verwendete. Während der Grabungen stieß Zetterling hauptsächlich auf verschiedene Arten von Bauholz, unter anderem auf Reste zweier Bootstypen, aber auch auf Gegenstände aus Bronze, Schwimmkörper, Haselnüsse, Knochen von Rindern, Schafen, Schweinen und Geflügel. Er fand auch Reste von feuergeschädigtem Holz, woraus er die Schlussfolgerung zog, dass das Bulverk zu einem großen Teil durch Feuer zerstört wurde. Er stellte auch einen Plan im Maßstab 1:50 auf. Zetterling verstarb 1938.
Zetterlings Untersuchungen sind in dem in der Referenz angegebenen Bericht zusammengefasst.

### 1989–1994
Die letzten Untersuchungen wurden von 1989 bis 1994 von Johan Rönnby und anderen durchgeführt. Unter anderem wendeten sie Seitensichtsonar an, um den Seeboden zu kartieren. Stratigrafische Untersuchungen wurden in einem großen Gebiet von 27 × 2,5 m² mit 20 an verschiedenen Orten entnommenen Bohrkernen durchgeführt. Es wurde keine Kulturschicht angetroffen, was darauf hindeutet, dass das Bulverk nicht für eine längere Zeit als Wohnstätte verwendet wurde. Es wurde auch keine Spur eines Brandes gefunden, was anzeigt, dass ein eventueller Brand nur lokal war und nicht die ganze Anlage zerstört haben kann. Stattdessen zieht man den Schluss, dass das Bulverk instabil wurde, aufgegeben wurde und ganz einfach zusammenfiel. Dendrochronologische Untersuchungen und die Radiokohlenstoffdatierung (C14-Methode) deuten darauf hin, dass das Bulverk in den 1130er-Jahren errichtet wurde. Das gab als Datierung für den äußersten Jahresring 1121, 1124 und 1129. Man hat jedoch später festgestellt, dass die Referenz, die für den aktuellen Zeitabschnitt verwendet wurde, fehldatiert war und um neun Jahre korrigiert werden muss. Das bedeutet, dass die in Bråthens und Rönnbys Büchern angegebenen Jahreszahlen um neun Jahre vorverlegt werden müssen, um korrekt zu sein. Die Bäume wurden also in den 1130er Jahren gefällt und vermutlich verbaut. Die Bestandsdauer des Bulverks wird auf etwa 50 Jahre geschätzt.

## Analogie
The Bulwarks ist ein Promontory Fort in Rhoose, Vale of Glamorgan, an der südlichen Küste von Wales am Bristol Channel. Er stammt wahrscheinlich aus der Eisenzeit und wurde während der Römerzeit in Großbritannien weiter benutzt. Der Name ist allerdings nordisch.